# عربی موصلی
عربی موصلی یا عربی بین‌النهرینی شمالی یکی از گویش‌های عربی است که در شمال رشته‌کوه حمرین عراق، غرب ایران، شمال سوریه و جنوب شرقی ترکیه بدان صحبت می‌کنند. مانند دیگر گویش‌های عربی عراقی و عربی شامی، در این زبان بستری از زبان آرامی دیده می‌شود.
عربی آناتولیایی که در ترکیه رایج است و عربی قبرسی گویش‌هایی از این زبان هستند. عربی موصلی در نحو و واژگان از زبان سریانی تأثیر پذیرفته‌است و دارای وام‌واژگان بسیاری از فارسی و ترکی استانبولی است.